# Péronnes-lez-Binche
Pour les articles homonymes, voir Péronnes.
Péronnes-lez-Binche (en wallon Pèrone) est une section de la ville belge de Binche située en Région wallonne dans la province de Hainaut. C'était une commune à part entière avant la fusion des communes de 1977.

## Géographie
Il existe trois « quartiers », certains diront même qu'il y en a quatre :
- Péronnes-Village (qui inclut la Cité)
- Péronnes-Charbonnage
- Péronnes-Sainte-Marguerite.

## Évolution démographique
- Sources : INS, Rem. : 1831 jusqu'en 1970 = recensements, 1976 = nombre d'habitants au 31 décembre.

## Histoire
Une borne milliaire romaine a été trouvée dans la commune, en bordure de la Chaussée Brunehaut, voie romaine menant de Bavay à Tongres. Ce nom est communément utilisé pour désigner les anciennes voies dans le nord de la France.
| La borne milliaire de Péronnes. | [IMP(eratori)]/ CAES(ari) T(ito)/ [AE]LIO HADR/IANO ANT/ONINO AVG(usto)/ PIO P(atri) P(atriae) A BA/G(aco) NER(viorum) M(ilia) P(assuum) XXII | Cette section est vide, insuffisamment détaillée ou incomplète. Votre aide est la bienvenue ! Comment faire ? |

Cette borne milliaire est aujourd'hui conservée et exposée au Musée royal de Mariemont.
Péronnes a connu un grand essor industriel grâce à son sol charbonneux qui a permis la création de plusieurs exploitations ainsi que l'installation du Triage-Lavoir.
Les habitants de Péronnes, Bray, Épinois et Ressaix ont bénéficié du brassage des populations italienne, polonaise, turque , qui ont jadis peuplé les corons.
Les terrils, aujourd’hui devenus de petites montagnes, véritables réserves de faune et de flore, font le plaisir des naturalistes.
Depuis, un zoning industriel a été créé sur Péronnes-Bray et de nombreuses entreprises y ont déjà élu domicile. Les entreprises sont nombreuses sur les grands axes péronnais.
Le village a fusionné avec Binche en 1977, ainsi que Bray, Buvrinnes, Épinois, Leval-Trahegnies, Ressaix et Waudrez.

## Héraldique
|  | Les armes sont celles de Nicolas du Rondeau, Seigneur de Péronnes. Jusqu'en 1629, le village utilisait un phoque avec un aigle à deux têtes. En 1629, Nicolas du Rondeau changea le sceau. Même si le village a changé de seigneur par la suite, le sceau est demeuré en usage pendant une longue période. Blasonnement : D'azur à un globe crucifère d'argent, la croix d'or. - Arrêté royal : 21 juillet 1923 |

## Liste des bourgmestres de 1830 à 1977
- Alphonse Gravis, de 1888 à 1914, (Parti Catholique).
- Roger Gailliez, de 19?? à 19??, (PSB).

## Patrimoine et culture

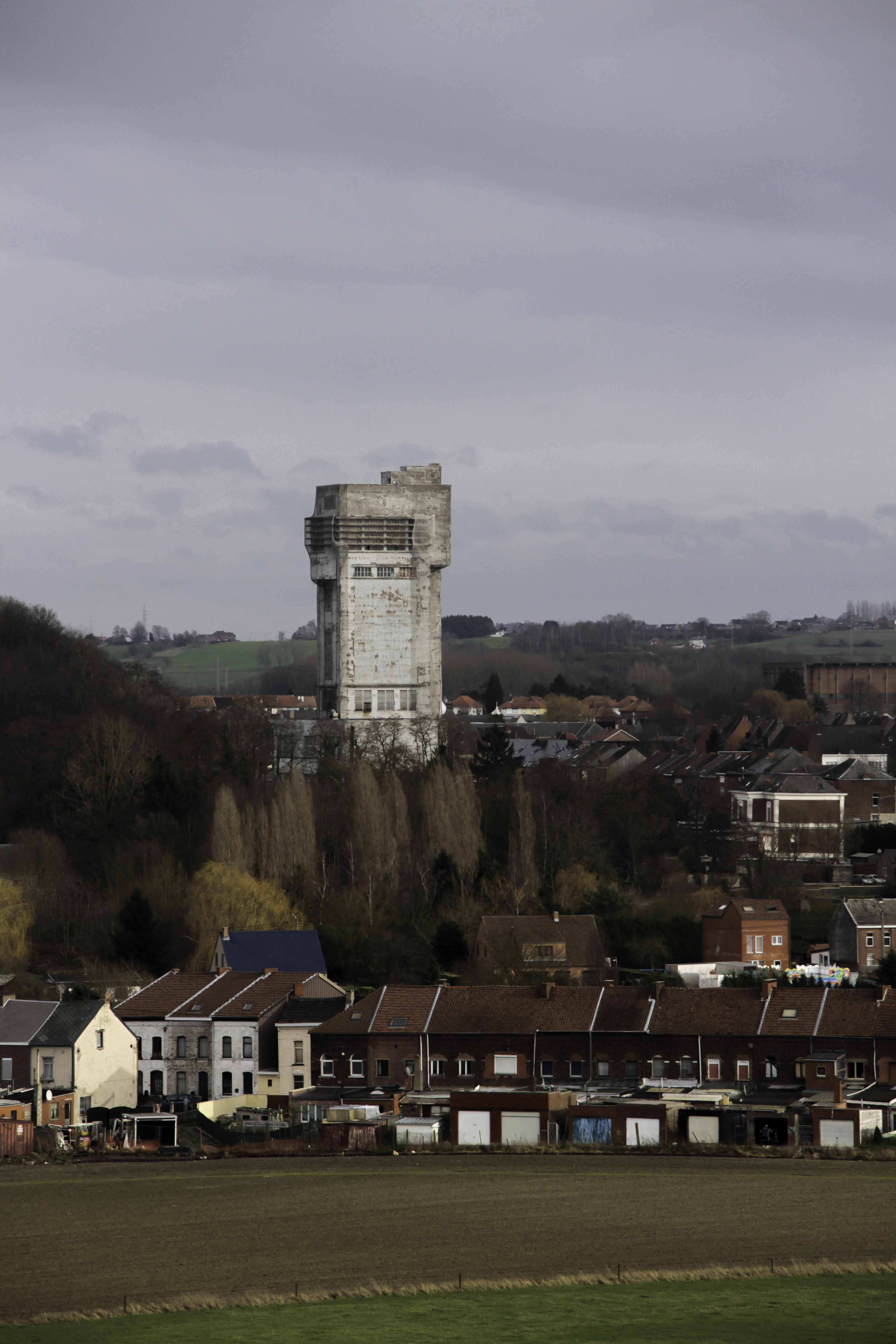
La tour du puits Saint-Albert.

### Lieux et monuments

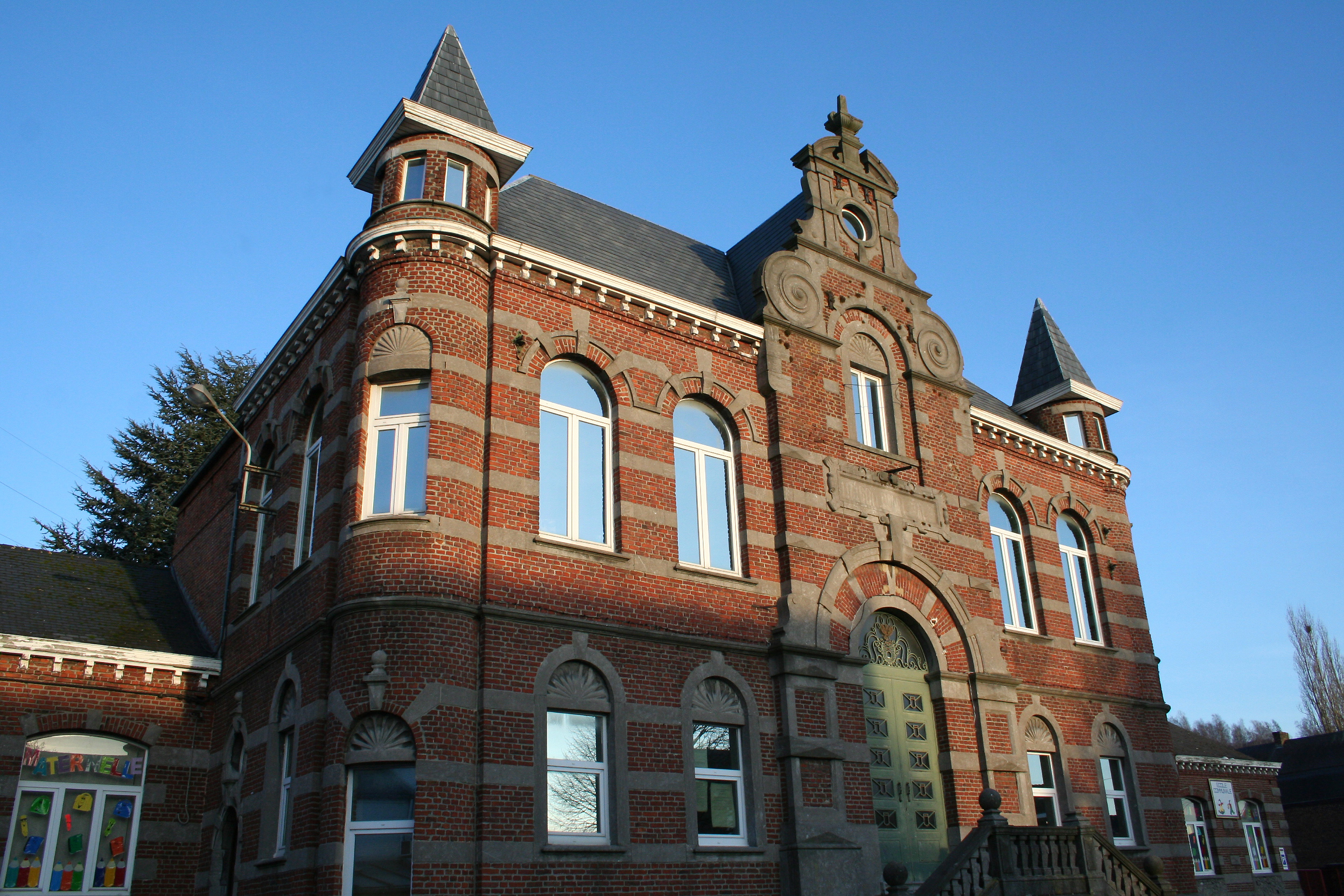
L'ancienne maison communale. (Château de Trigallez).

- L'église Sainte-Marie ou Notre-Dame.  Edifiée dans le site de l'ancien cimetière, la construction étale du XIe et XVIe siècle, l'église fut restaurée en 1976[3].
- L'ancienne église Sainte-Barbe de Péronnes-Charbonnages. Construite par l'architecte H. Leborgne en 1899 en style néo-gothique[4]. Fermée depuis 1998 à cause de la mérule, en 2015 le clocher à dû être détruit pour un risque d'effondrement, elle sera transformée en immeuble à appartements[5].
- Tour du puits Saint-Albert. Construite dans le cadre de la modernisation de ce charbonnage, elle culmine à 52 m de hauteur et fut inaugurée en 1953[6]. Le puits cesse ses activités en 1969, comme à Anderlues, le siège sera utilisé par la société Distigaz qui transforme les vides souterrains en réservoir de stockage de gaz naturelle[7].
- Le triage-lavoir, inauguré le 20 septembre 1954, ce lavoir permettait de séparer le charbon et les pierres en les faisant baigner dans une liqueur, Il devait traiter 400 t de charbon par jour[8].

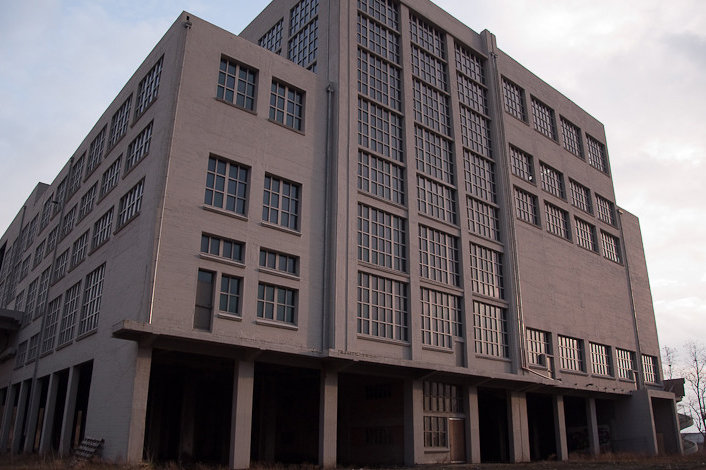
L'ancien triage-lavoir.

- L'ancien triage-lavoir.Château de Trigallez (ancienne maison communale).